# Реконкиста (Аргентина)
Реконкиста  (исп. Reconquista) — один из крупнейших городов провинции Санта-Фе на севере Аргентины.
Административный центр департамента Хенераль-Облигадо.
Образует вместе с расположенным севернее городом Авельянеду небольшую агломерацию с 107 900 жителями (2013).
Город находится на западном берегу реки Парана, напротив города Гойя.

## История
В 1748 году здесь была основана иезуитская христианская миссия для обращения коренного индейского населения в христианство.  В 1818 году миссия прекратила своё существование. Учитывая важное расположение, близость к границам с Бразилией и Парагваем, а также сырьевую базу (главным образом, древесину) и пастбища, город Реконкиста был вновь заложен генералом Мануэлем Облигадо 27 апреля 1872 года, как военный форт, на землях, ранее принадлежавших христианской миссии иезуитов.
В 1889 году в десяти километрах к востоку от Реконкисты был построен порт.
Статус города получил в 1921 году.

## Население
В городе проживает 70 549 человек (Indec, 2010), тогда как в 2001 году проживало около 63 500 жителей.
52 % населения составляют женщины, 48 % — мужчины.
Лица, не родившиеся в городе, составляли 32 % от общего числа, а среди коренных жителей 11 % мужчин, родившихся в Реконкисте, жили за пределами города, в то время как среди женщин — 7 %.
Возрастная группа в возрасте 0-19 лет составляет 40 % от общего числа, но возрастная группа в возрасте от 60 лет и старше составляет 11 %.

## Экономика
Город Реконкиста является важным центром связи, торговли и промышленного развития. Экономика общего ведомства состоит из сельского хозяйства, животноводства и различных промышленных объектов. Основными отраслями в Реконкисте являются: мясо- и нефтепереработка, зерновая и текстильная промышленность, обработка хлопковых культур окружающих полей. Он стратегически расположен для торговли Меркосур, так как он имеет хороший доступ и порт. В 7 км к югу от города расположен аэропорт Реконкиста.

## Климат
Климат региона влажный субтропический с жарким летом и умеренно теплыми зимами (в среднем, 14°С в зимний период , 26°С в летний период), среднегодовое количество осадков — 1290 мм.

## Города-побратимы
- Альбасете, Испания

## Известные уроженцы
- Батистута, Габриэль — футболист.
- Деветач, Лаура — писательница.
- Комиссо, Анхель — футболист, тренер.
- Манкуэльо, Федерико — футболист.
- Ферро, Кандела — журналистка, модель.